# Miroslav Hanzlík
Miroslav Hanzlík (* 30. června 1976) je bývalý český florbalový obránce, reprezentant, osminásobný mistr Česka a vicemistr světa z roku 2004. V českých a švýcarských nejvyšších florbalových soutěžích hrál od počátku florbalu v Česku v roce 1993 do roku 2008 a znovu v letech 2012 až 2014.

## Klubová kariéra
Hanzlík hrál za Forza Tatran (později Tatran Střešovice) v nejvyšší české florbalové soutěži od jejího založení v roce 1993. S Tatranem získal v prvních sedmi ligových ročnících čtyři mistrovské tituly. Na sezónu 2000/2001 přestoupil do Akcent Sparta, se kterou získal první vicemistrovský titul týmu, po prohře s Tatranem ve finále. Jeden rok hrál i za SSK Future. Od sezóny 2002/2003 se vrátil do Tatranu, se kterým vyhrál tuto i následující sezónu.
V letech 2004 až 2006 strávil dva roky ve švýcarské NLA v klubu Chur Unihockey, se kterým se v sezóně 2005/2006 probojoval do semifinále.
Po návratu do Česka se stal hrajícím asistentem trenéra Petra Ďarmeka v Tatranu. Po jedné sezóně po zisku dalšího titulu ukončil vrcholovou hráčskou kariéru. V listopadu 2007 se stal trenérem FbŠ Bohemians, kterým měl pomoci se udržet v Extralize, což se mu nepodařilo. Hanzlík ke konci sezóny současně znovu pomáhal jako asistent trenéra a příležitostně jako hráč v play-off Tatranu a tak získal svůj poslední osmý titul.
V sezóně 2011/2012 se stal trenérem FBC Kladno, které se v předešlé sezóně neudrželo v Extralize. V další sezóně se přesunul na post hrajícího asistenta (opět Petra Ďarmeka) a týmu pomohl k návratu do nejvyšší soutěže. Kladno v následující sezóně 2013/2014 opět sestoupilo a Hanzlík definitivně ukončil florbalovou kariéru.

## Reprezentační kariéra
Hanzlík reprezentoval Česko na obou mistrovstvích Evropy. Dále hrál na prvním mistrovství světa v roce 1996 a na dalších třech šampionátech v letech 2000, 2004 a 2006. Na Mistrovství v roce 2004 získal první českou stříbrnou medaili.
| Umístění | Soutěž                              |
| -------- | ----------------------------------- |
| 6.       | Mistrovství Evropy ve florbale 1994 |
| 5.       | Mistrovství Evropy ve florbale 1995 |
| 4.       | Mistrovství světa ve florbale 1996  |
| 6.       | Mistrovství světa ve florbale 2000  |
|          | Mistrovství světa ve florbale 2004  |
| 4.       | Mistrovství světa ve florbale 2006  |